# Bipunctiphorus
Bipunctiphorus là một chi bướm đêm thuộc họ Pterophoridae.

## Các loài
- Bipunctiphorus dissipata (Yano, 1963)
- Bipunctiphorus etiennei Gibeaux, 1994
- Bipunctiphorus euctimena (Turner, 1913)
- Bipunctiphorus nigroapicalis B. Landry & Gielis, 1992
- Bipunctiphorus pelzi Gielis, 2003